# Beogradska Berza
Die Beogradska Berza (dt. Belgrader Börse, BELEX) ist eine serbische Börse in Belgrad.

## Geschichte
Die Börse wurde am 21. November 1894 gegründet. Am 2. Januar 1895 wurde mit dem Aktienhandel begonnen, damals noch im Hotel Bosna. Während des Zweiten Weltkriegs wurde der Handel ausgesetzt. 1953 wurde die Börse geschlossen, da im sozialistischen Jugoslawien kein Bedarf am Aktienhandel bestand.
1989 wurde die Börse als Jugoslawischer Kapitalmarkt wiedereröffnet. Nach der Zersplitterung Jugoslawiens wurde sie wieder als Belgrader Börse geführt. Nach Beginn der Privatisierungswelle 2001 in Serbien wurden die Aktien der nationalen Aktiengesellschaften hier gehandelt.

## Mitgliedschaften
- Im September 2004 wurde die Börse in die Föderation der Euro-Asiatischen Börsen aufgenommen.

- Sustainable Stock Exchanges Initiative

## Indizes
Die Börse hat vier Indizes: BELEXline, BELEXfm, BELEX15 und SRX.